# Papiro 104

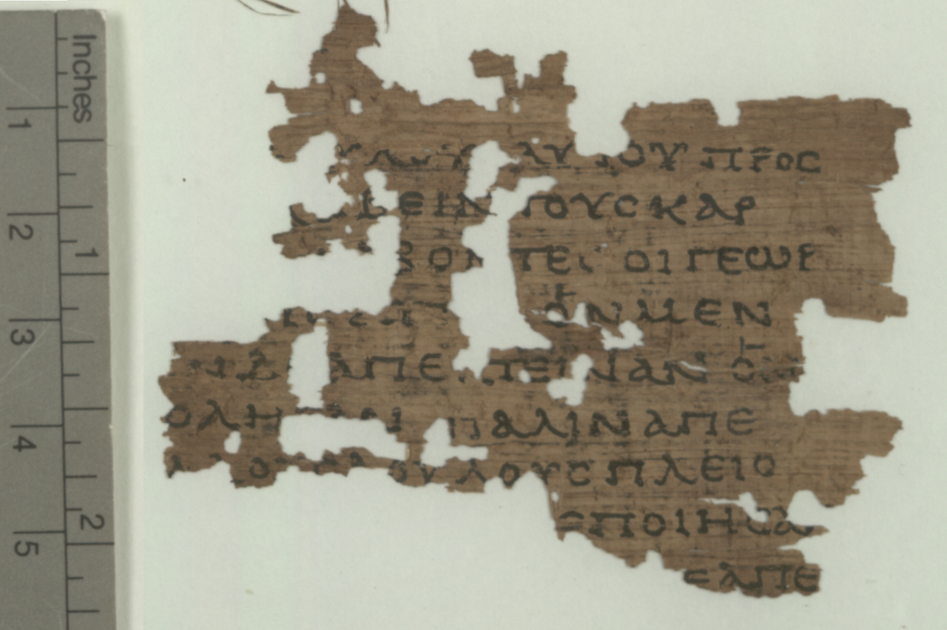
P.Oxi.LXIV 4404 con Mateo 21v34-37; 43 y 45(?)

El Papiro 104 (en la numeración Gregory-Aland), designado con el símbolo {\displaystyle {\mathfrak {P}}}104, es un fragmento que es parte de una hoja de un códice en papiro, sus medidas son de 2.5 por 3.75 pulgadas (6.35 by 9.5 cm) en su parta más ancha. Se guardó en el lugar de Papirología en la Biblioteca Sackler, Oxford, RU. El frente (recto) contiene líneas de los versículos 21:34-37 del Evangelio de Mateo en griego, el reverso (verso) contiene probablemente rastros de líneas del versículo 43 y 45.

## Descripción
Las filas de los papiros contienen los primeros textos de Mateo. Consiste en seis versículos del Evangelio de Mateo, en una condición fragmentada, y está fechado a finales del siglo II. El texto del manuscrito coincide completamente con NA27/USB4 (griego del Nuevo Testamento), con la excepción que no incluye Mateo 21:44, este versículo es omitido en los manuscritos: Códice de Beza, Minúscula 33, algunos manuscritos en latín antiguo, Siríaca sinaítica (sirs), Diatesarón, Sinaítico, Vaticano, Ephraemi, Regio, Washingtoniano, y el Dublinensis. Este versículo pertenece a lo que llamamos no interpolaciones occidentales, haciendo del {\displaystyle {\mathfrak {P}}}104 el primer testimonio de la índole espuria de esta interpolación.

## Texto griego
El papiro está escrito en ambos lados, y la porción que sobrevive también incluye parte de los márgenes superior y exterior de la página. Debido a que el texto del verso es casi ilegible, únicamente el texto del recto es conocido. Los caracteres que están en negrilla son los que pueden ser vistos en el Papiro {\displaystyle {\mathfrak {P}}}104.
Evangelio de Mateo 21:34-37 (recto)

AΠE-

ΣTEIΛEN TOYΣ ΔOYΛOYΣ AYTOY ΠPOΣ

TOYΣ ΓEΩPΓOYΣ ΛABEIN TOYΣ KAP-

ΠOYΣ AYTOY KAI ΛABONTEΣ OI ΓEΩP-

ΓOI TOYΣ ΔOYΛOYΣ AYTOY ON MEN

EΔEIPAN ON ΔE AΠEKTEINAN ON

ΔE EΛIΘOBOΛHΣAN ΠAΛIN AΠE-

ΣTEIΛEN AΛΛOYΣ ΔOYΛOYΣ ΠΛEIO-

NAΣ TΩN ΠPΩTΩN KAI EΠOIHΣAN

AYTOIΣ ΩΣAYTΩΣ YΣTEPON ΔE AΠE-

ΣTEIΛEN

ape-

steilen tous doulous autou pros

tous geōrgous labein tous kar-

pous autou kai labontes oi geōr-

goi tous doulous autou on men

edeiran on de apekteinan on

de elithobolēsan palin ape-

steilen allous doulous pleio-

nas tōn prōtōn kai epoiēsan

autois ōsautōs usteron de ape-

steilen

...el envió a sus siervos a

los viticultores para recolectar la cosecha

que era suya. Y los viticultores tomaron

a sus siervos; de hecho,

golpearon a uno y mataron a otro,

y a otro lo apredrearon. De nuevo, El envió

a otros siervos, más que a

los primeros: y les hicieron

lo mismo. Pero por último el envió...

Son visibles un total de 110 letras en el lado recto del fragmento, presentando 18 de las 24 letras del alfabeto griego; las letras dseta, theta, xi, fi, ji, y psi se perdieron. "El escriba utilizó espíritu áspero, pero no se encuentra ningún otro elemento de puntuación o característica lecional". La escritura es 'antigua', por ejemplo, antes del c. 250. Está escrito muy cuidadosamente, con un amplio uso de trazos de pie.